# Le bagnanti (Renoir Parigi)
Le bagnanti è un dipinto del pittore francese Pierre-Auguste Renoir, realizzato nel 1918-1919 e conservato al museo d'Orsay di Parigi.

## Descrizione

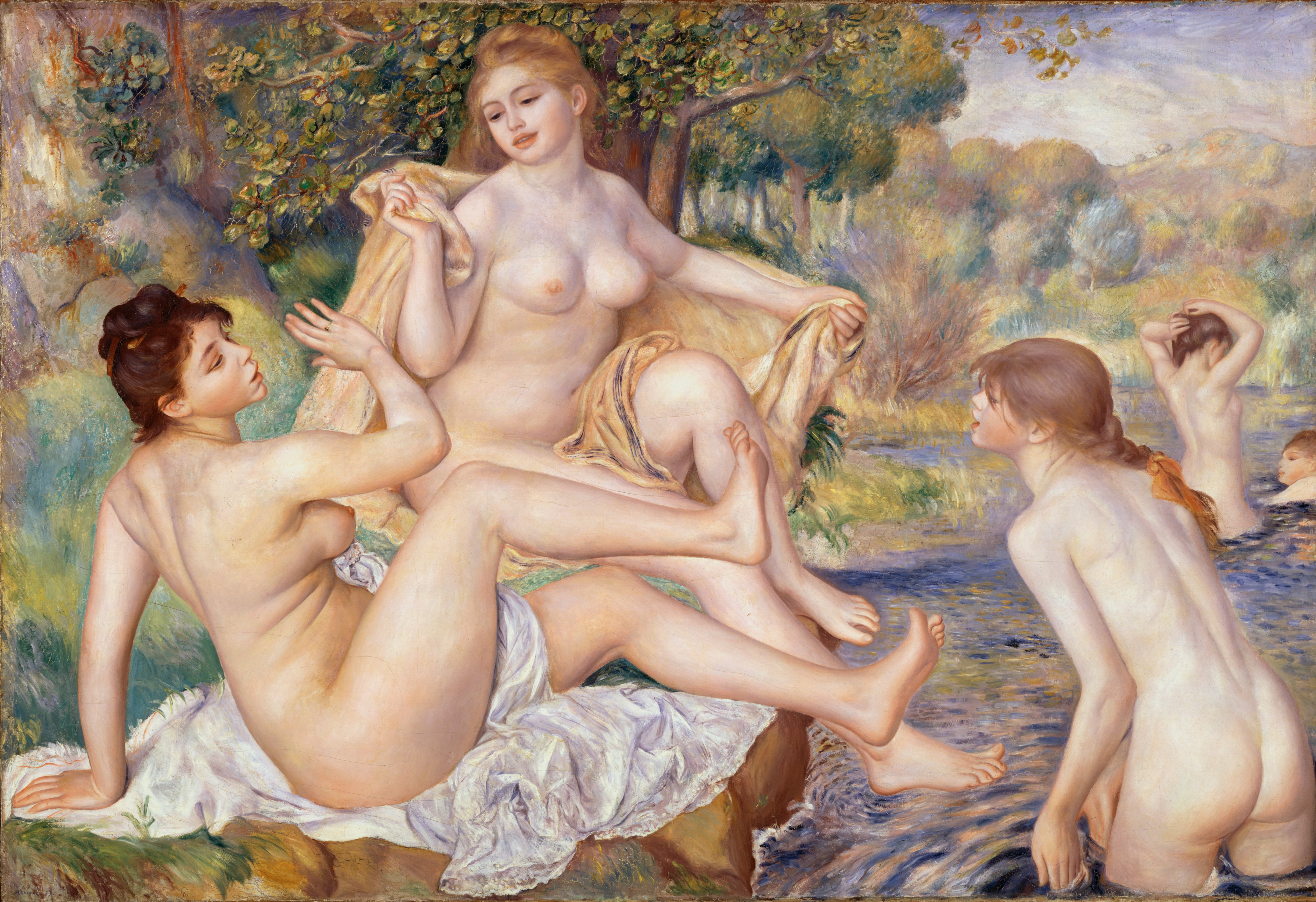
Pierre-Auguste Renoir, Le grandi bagnanti (1884-1887); olio su tela, Philadelphia Museum of Art

La tela definitiva fu completata nel 1919, nello stesso anno in cui Renoir morì, e ne costituisce in pratica una specie di testamento spirituale. In essa sono infatti ripresi e portati al massimo grado di raffinatezza tutti gli elementi caratterizzanti della sua pittura: l'amore per il plein air e per la pittura tizianesca e rubensiana, il gusto per i nudi femminili, e quella travolgente sensazione di joie de vivre che ha permeato la sua produzione pittorica, sia durante le sperimentazioni impressioniste che nel corso del periodo aigre. Lo stesso Jean Renoir, figlio del celebre pittore, era consapevole della rilevanza di questo dipinto, a tal punto che lo ritenne un monumentale «traguardo» ed «un buon trampolino per le ricerche future».
Come abbiamo già accennato, l'opera si rivolge a uno dei cardini e punti di prova dell'arte del passato e del presente: il nudo femminile, che Renoir poté ammirare durante le sue ripetute sedute di studio al Louvre, riflettendo sui capolavori di Tiziano e di Rubens. L'opera, infatti, raffigura due bagnanti, dal corpo florido e vitale, che godono pienamente della propria straripante fisicità. delineata con uno stile che ha ormai ampiamente superato la fase più disegnativa e aigre degli anni 1880: «Amo la pittura grassa, liscia, untuosa, amo palpare un quadro, passarvi la mano» scrisse egli stesso sintetizzando in una sola frase la sua concezione artistica. Le due bagnanti, infatti, sono tratteggiate da pennellate mobili, ferventi, ricche di spessore, che conferiscono alla materia pittorica una nuova freschezza. La verve del dipinto viene esaltata anche dall'assenza di una preparazione disegnativa e dall'adozione di masse dense e fluenti: «chi ha potuto osservarlo mentre dipinge afferma di aver visto le forme prendere vita direttamente dalla tela [...]: Renoir dispone i colori attraverso un frottage rapido, una stesura a onde, a nugoli gonfi di un magma vivo ancor prima che si definiscano i colori dell'immagine» (Benedetti). Altrettanto audace è la tavolozza, arpeggiata su colori puri dai toni stordenti - bianco, nero, giallo, rosso, smeraldo e cobalto - che si distribuiscono sulla superficie pittorica in modo da creare contrasti arditi ed elettrizzanti.
Le due bagnanti, per di più, sono panicamente immerse nella natura circostante: Renoir, in questo modo, intende comunicare senza mediazioni il piacere della vita e della pittura, intonando un ultimo e gioioso inno alle bellezze terrene che non viene taciuto neanche dall'artrite deformante che lo afflisse durante la vecchiaia. Ad aver posato sono Dedée, la russa Andrée Hessling poi unitasi in matrimonio con Jean Renoir. Le sedute di posa ebbero luogo nel grande giardino piantato ad ulivi delle Collettes, la dimora di Cagnes-sur-Mer nella quale risiedette il pittore durante gli anni della vecchiaia: lo sfondo, in effetti, restituisce con palpitante freschezza la variopinta esuberanza della natura mediterranea.